# Flévy
Flévy est une commune française située dans le département de la Moselle en région Grand Est.

## Géographie
Flévy est une petite commune rurale située en Moselle. Il y a des plateaux boisés, de nombreuses sources et des vignes. Le lieu-dit Chelaincourt est une annexe de la commune.

### Accès
| Trémery |                    | Luttange       |
|         | Flévy              | Bettelainville |
| Ennery  | Chailly-lès-Ennery | Vigy           |

### Hydrographie
La commune est située dans le bassin versant du Rhin au sein du bassin Rhin-Meuse. Elle est drainée par le ruisseau de Rugy.

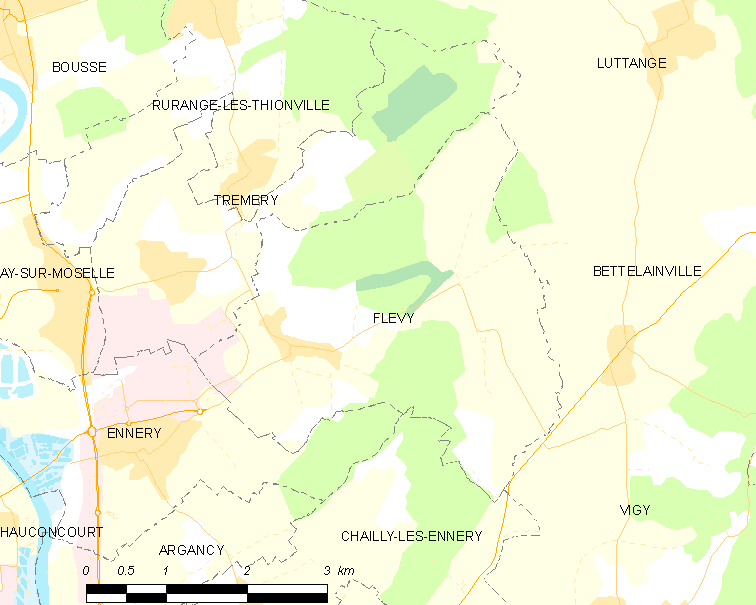
Carte de la commune.
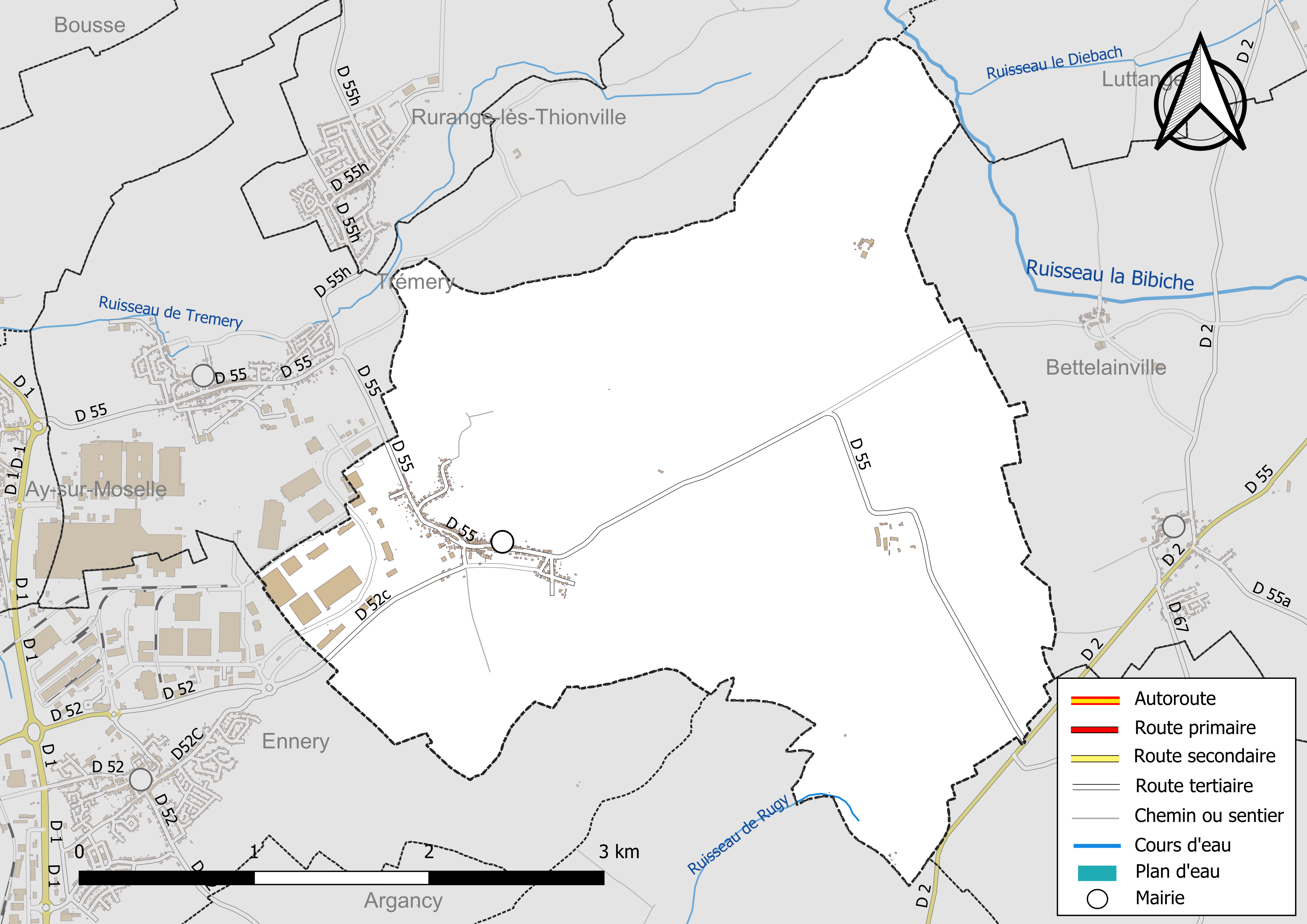
Réseaux hydrographique et routier de Flévy.

### Climat
Pour des articles plus généraux, voir Climat du Grand Est et Climat de la Moselle.
En 2010, le climat de la commune est de type climat des marges montargnardes, selon une étude du Centre national de la recherche scientifique s'appuyant sur une série de données couvrant la période 1971-2000. En 2020, Météo-France publie une typologie des climats de la France métropolitaine dans laquelle la commune est exposée à un climat semi-continental et est dans la région climatique  Lorraine, plateau de Langres, Morvan, caractérisée par un hiver rude (1,5 °C), des vents modérés et des brouillards fréquents en automne et hiver. 
Pour la période 1971-2000, la température annuelle moyenne est de 9,6 °C, avec une amplitude thermique annuelle de 16,6 °C. Le cumul annuel moyen de précipitations est de 775 mm, avec 12 jours de précipitations en janvier et 8,9 jours en juillet. Pour la période 1991-2020, la température moyenne annuelle observée sur la station météorologique de Météo-France la plus proche, « Malancourt », sur la commune d'Amnéville à 8 km à vol d'oiseau, est de 10,2 °C et le cumul annuel moyen de précipitations est de 884,1 mm. 
La température maximale relevée sur cette station est de 39,3 °C, atteinte le 25 juillet 2019 ; la température minimale est de −17,9 °C, atteinte le 5 janvier 1985,,. 
Les paramètres climatiques de la commune ont été estimés pour le milieu du siècle (2041-2070) selon différents scénarios d'émission de gaz à effet de serre à partir des nouvelles projections climatiques de référence DRIAS-2020. Ils sont consultables sur un site dédié publié par Météo-France en novembre 2022.

## Urbanisme

### Typologie
Au 1er janvier 2024, Flévy est catégorisée bourg rural, selon la nouvelle grille communale de densité à sept niveaux définie par l'Insee en 2022.
Elle appartient à l'unité urbaine d'Ay-sur-Moselle, une agglomération intra-départementale regroupant quatre  communes, dont elle est une commune de la banlieue,,. Par ailleurs la commune fait partie de l'aire d'attraction de Metz, dont elle est une commune de la couronne,. Cette aire, qui regroupe 245 communes, est catégorisée dans les aires de 200 000 à moins de 700 000 habitants,.

### Occupation des sols
L'occupation des sols de la commune, telle qu'elle ressort de la base de données européenne d’occupation biophysique des sols Corine Land Cover (CLC), est marquée par l'importance des territoires agricoles (64,2 % en 2018), en diminution par rapport à 1990 (70,5 %). La répartition détaillée en 2018 est la suivante : 
terres arables (51,9 %), forêts (26,8 %), prairies (12,3 %), zones industrielles ou commerciales et réseaux de communication (3,6 %), mines, décharges et chantiers (3,1 %), zones urbanisées (2,3 %). L'évolution de l’occupation des sols de la commune et de ses infrastructures peut être observée sur les différentes représentations cartographiques du territoire : la carte de Cassini (XVIIIe siècle), la carte d'état-major (1820-1866) et les cartes ou photos aériennes de l'IGN pour la période actuelle (1950 à aujourd'hui).

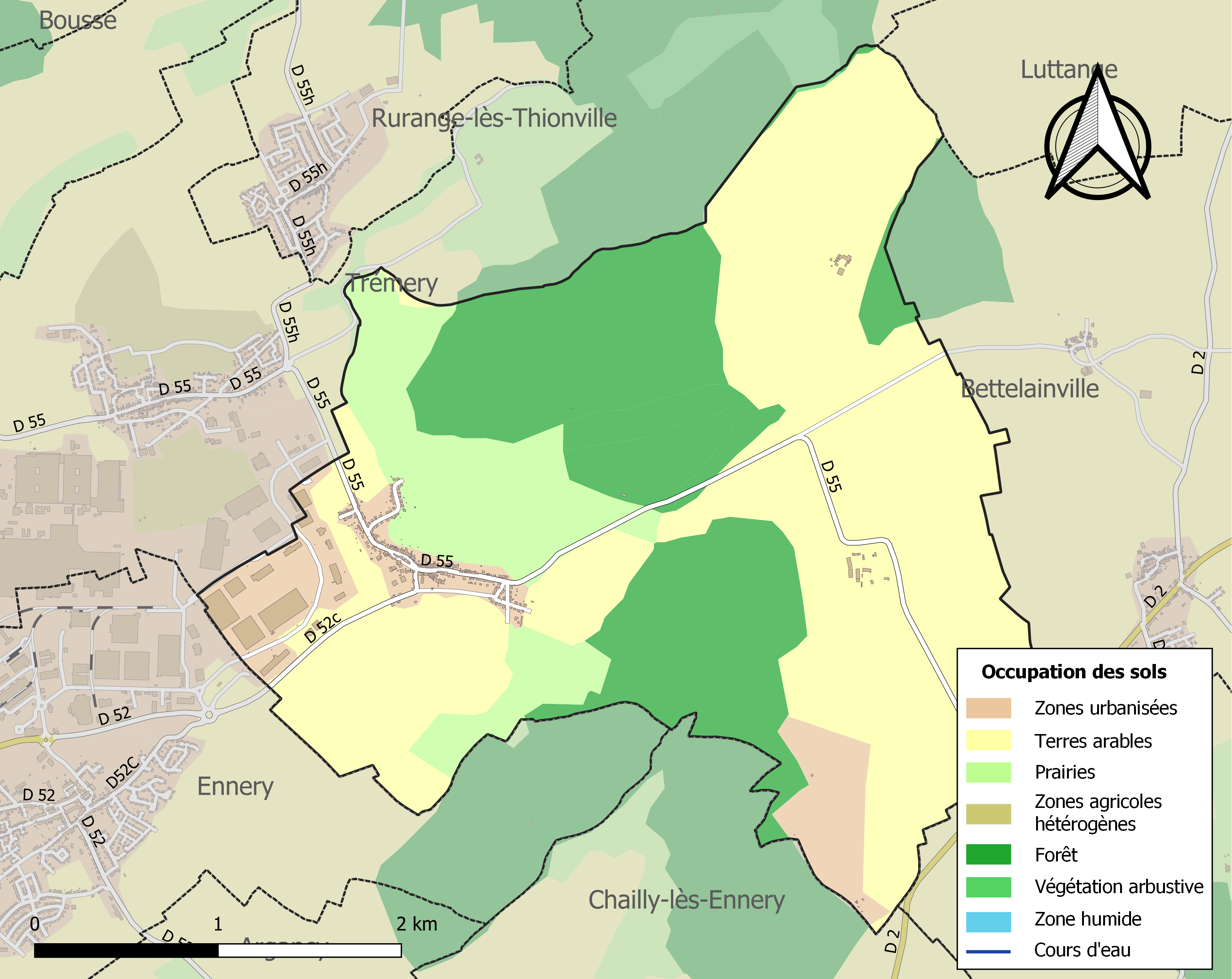
Carte des infrastructures et de l'occupation des sols de la commune en 2018 (CLC).

## Toponymie

### Flévy
- Attestation du nom (date à laquelle le nom apparaît dans les documents)[15] ,[16]: Flaivey (1404) ; Fleche (1468) ; Fleichen (1490/1513) ; Fleeche (1495) ; Flévey (1495) ; Flavey (1505) ; Fleiche (1510) ; Fleuvy (1637) ; Fleivy (1682).
- Flévy (1871-1915) ; Flaich (1915-1918), Karlshof (1940-1944).
- Flaiweg et Flaiwesch en francique lorrain.

### Chelaincourt
- Attestation du nom[15]: Cincilonecurtis (763) ; Silinicurtis (936) ; Sellacort (1210) ; Oschelaincourt (1346) ; Ostelaincourt (1404) ; Osteillancourt (1478) ; Euschdorff  et Usstorf (1582)[17] ; Ochlacourt (XVIIe siècle) ; Oschlaincourt (1610) ; Xelincour (1635) ; Xellaincourt (1680) ; Chelaiscourt (1681) ; Schelleincourt, Schelincourt (1728) ; Schlaincourt (1756) ; Xelincourt (1756).
- Otlendrëf en francique lorrain, Chlinco en lorrain roman[15].

## Histoire
Dépendait de l'ancien pays messin Haut-Chemin, dans la seigneurie d'Ennery.

## Blasonnement
De gueules à trois bandes d’or au chef d’azur chargé de trois crois d’or.
Ce sont les armes de Pierre-Jean Geoffroy, conseiller au parlement de Metz, dernier seigneur de Flévy au XVIIIe siècle.

## Politique et administration
| Période                                  | Période   | Identité       | Étiquette        | Qualité |
| ---------------------------------------- | --------- | -------------- | ---------------- | ------- |
|                                          |           | Michel Charf   |                  |         |
| mars 1989                                | mars 2001 | Rodolphe Savit |                  |         |
| mars 2001                                | mars 2008 | Louis Lorentz  | soutien LCR 2002 |         |
| mars 2008                                | mai 2020  | Jacky Hoschar  |                  |         |
| mai 2020                                 | En cours  | Pascal Gandoin |                  |         |
| Les données manquantes sont à compléter. |           |                |                  |         |

Depuis le 1er janvier 2014, Flévy partie de la communauté de communes Rives de Moselle.

## Démographie
L'évolution du nombre d'habitants est connue à travers les recensements de la population effectués dans la commune depuis 1793. Pour les communes de moins de 10 000 habitants, une enquête de recensement portant sur toute la population est réalisée tous les cinq ans, les populations de référence des années intermédiaires étant quant à elles estimées par interpolation ou extrapolation. Pour la commune, le premier recensement exhaustif entrant dans le cadre du nouveau dispositif a été réalisé en 2007.

En 2022, la commune comptait 588 habitants, en évolution de +3,7 % par rapport à 2016 (Moselle : +0,52 %, France hors Mayotte : +2,11 %).
| 1793 | 1800 | 1806 | 1821 | 1836 | 1841 | 1861 | 1866 | 1871 |
| ---- | ---- | ---- | ---- | ---- | ---- | ---- | ---- | ---- |
| 291  | 278  | 290  | 325  | 315  | 333  | 275  | 305  | 286  |

| 1875 | 1880 | 1885 | 1890 | 1895 | 1900 | 1905 | 1910 | 1921 |
| ---- | ---- | ---- | ---- | ---- | ---- | ---- | ---- | ---- |
| 287  | 296  | 285  | 263  | 244  | 230  | 253  | 251  | 223  |

| 1926 | 1931 | 1936 | 1946 | 1954 | 1962 | 1968 | 1975 | 1982 |
| ---- | ---- | ---- | ---- | ---- | ---- | ---- | ---- | ---- |
| 227  | 202  | 224  | 237  | 239  | 309  | 318  | 370  | 381  |

| 1990 | 1999 | 2006 | 2007 | 2012 | 2017 | 2022 | - | - |
| ---- | ---- | ---- | ---- | ---- | ---- | ---- | - | - |
| 424  | 494  | 558  | 567  | 571  | 557  | 588  | - | - |

## Économie
Bien que le secteur tertiaire se soit bien développé ces dernières décennies, il reste encore une part non négligeable de la population qui vit de l'agriculture et de la polyculture.

## Lieux et monuments
- Passage d'une voie romaine.

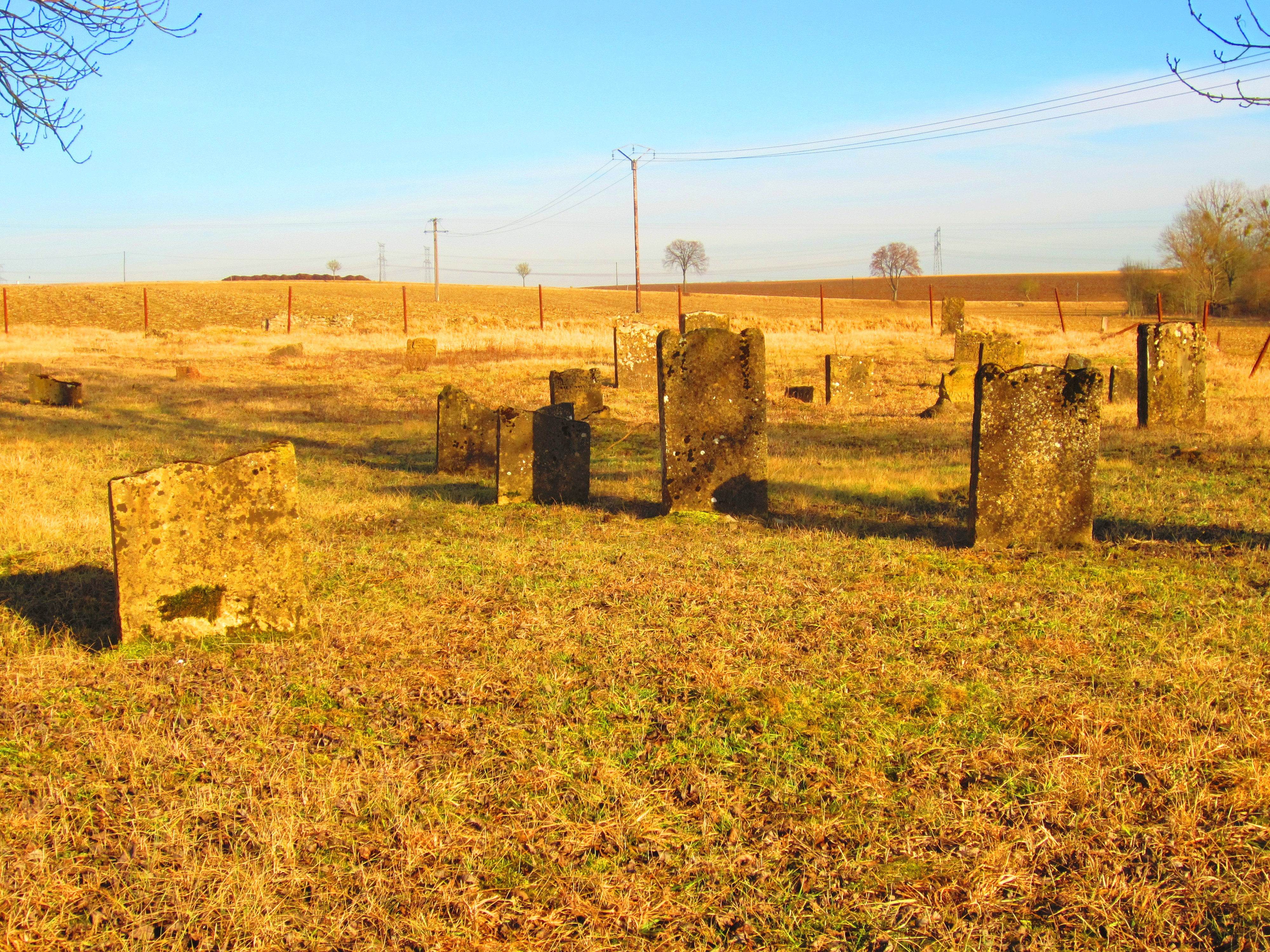
Cimetière israélite.

- ancien château ; la nouvelle mairie est reconstruite en partie sur celui-ci ;
- deux anciens puits : l’un carré en Grande Rue, l’autre circulaire rue du Nouvet.
- calvaire dans le cimetière, 1911.
- magnifique tombe dans le cimetière de René Raphael Friaque, médecin aide-major au 26e bataillon de chasseurs à pied (1873-1899).
- cimetière communal de Flévy.
- cimetière israëlite, fin XVIe siècle.

## Édifice religieux
- Église Notre-Dame-de-la-Nativité, XVe siècle ; transformée en 1853 ; vitraux du XVe siècle.

### À Chelaincourt
- calvaire près du château ;
- croix, élevée par Jean Tisserand « Pour la gloire de Dieu » en 1826.

#### Château de Chelaincourt
Au XVIIIe siècle, il appartient à la famille Georges de Chelaincourt. Reconstruit au XIXe siècle, le château est un bâtiment de plan rectangulaire et couvert d’un toit à croupe, flanqué, aux extrémités de la façade, de deux tours carrées à toits en pavillon dont l’une servait de pigeonnier. La façade est ordonnancée à deux niveaux de quatorze travées de fenêtres rectangulaires et un niveau supplémentaire de combles éclairés par des fenêtres oblongues. Il appartient à Gédéon-Charles Blaise de Rozérieulles, ancien magistrat et conseiller de la préfecture dont la tombe se trouve à Retonfey, et à sa femme Françoise Georges de Chelaincourt. Il passe par mariage à Jean-Baptiste Berteaux, inspecteur des contributions, puis à son gendre Antoine de Vidaillan. À la fin du XIXe siècle, il passe à la famille Bobet qui le conservera jusqu'à la Seconde Guerre mondiale. Le château a bénéficié d’une réhabilitation exemplaire.

## Personnalités liées à la commune
- Ermite du nom d'André[réf. nécessaire].

## Source
- Jean-Paul Phillips, Patrimoine rural en Pays messin, Éditions Serpenoise, 2006,  (ISBN 2-87692-698-9).